# Ancel Nalau
Ancel Namrukwen Nalau (geb. 7. September 1968 in Tanna) ist ein ehemaliger vanuatuischer Mittelstreckenläufer.
Er trat bei den Olympischen Sommerspielen in Barcelona an. Im Wettlauf über 1500 m schied er im Vorlauf aus.
2006 war Nalau Teammanager für das Leichtathletikteam von Port Vila.